# Abundancia (retórica)
En Retórica, se denomina abundancia «a la riqueza de pensamientos o procedimientos expresivos».
Tanto el culteranismo como el conceptismo barrocos pueden ser considerados como movimientos literarios caracterizados por la abundancia retórica.